# Río Blanco (Costa Rica)
Río Blanco è un distretto della Costa Rica facente parte del cantone di Limón, nella provincia omonima.